# Quint-Fonsegrives
Quint-Fonsegrives – miejscowość i gmina we Francji, w regionie Oksytania, w departamencie Górna Garonna.
Według danych na rok 1990 gminę zamieszkiwało 3261 osób, a gęstość zaludnienia wynosiła 442 osób/km² (wśród 3020 gmin regionu Midi-Pireneje Quint-Fonsegrives plasuje się na 103. miejscu pod względem liczby ludności, natomiast pod względem powierzchni na miejscu 1298.).